# Barbu Craiovescu al III-lea
Barbu Craiovescu al III-lea a fost un boier din familia Craioveștilor, singurul fiu cunoscut al fostului mare ban al Craiovei Preda Craiovescu și nepot al marelui ban Pârvu Craiovescu.
Barbu Craiovescu III a fost mare ban al Craiovei între 1534-1535, pe timpul domniei lui Vlad Vintilă. În 1535, în urma omorârii de către unii boieri a lui Vlad Vintilă, Barbu Craiovescu III pleacă în exil la Istanbul, din acest moment nemaiexistând nicio mențiune certă a sa. Odată cu el se stinge linia de descendență masculină a lui Neagoe din Craiova, întemeietorului familiei Craioveștilor.
Pe la 1560 a apărut un anume Nicolae Basarab, pretendent pribeag pe la curțile europene occidentale, care susținea că este descendent din familia domnitoare a Valahiei, fiind fiul lui Barbu, și înrudit cu Neagoe Basarab. Pornind de la aceste aspecte, istoricul Constantin Rezachevici a emis ipoteza că acel Barbu despre care se vorbește este Marele Ban Barbu Craiovescu III, care chiar ar fi domnit în Țara Românească, sub numele de Barbu Neagoe, pentru o perioadă de o lună și jumătate în anul 1536, detronându-l pe Radu Paisie. (A se vedea secțiunea de controverse.)

## Genealogie
Barbu Craiovescu III era strănepot al lui Neagoe de la Craiova, întemeietorul familiei boierești Craiovescu.
Neagoe a fost ridicat la rang boieresc de voievodul Vladislav al II-lea, după cum arată inscripția de pe piatra tombală a acestuia de la Mănăstirea Dealu: „A răposat Io Vladislav Voevod, în anul 6963 [1455], luna august 20, în zilele – și s-a făcut această piatră în zilele lui Neagoe Voevod; au făcut-o Barbul Banul și Pârvul Vornicul cu frații lor, fiii lui Neagoe din Craiova, căci Vladislav Voevod i-a făcut boieri.”
Neagoe a avut patru fii: Barbu, Pârvu, Danciu și Radu Craiovescu. Dintre aceștia Barbu și Danciu nu au avut urmași cunoscuți, iar Radu a avut doar o fiică. Singurul care a avut urmași pe linie masculină a fost Pârvu. Acesta a avut doi băieți - Preda și Pârvu – și două fete – Vlădaia și Marga.:pp 22-23
Preda Craiovescu este menționat ca mare ban al Craiovei la 1520, murind la sfârșitul anului următor în lupta de la Târgoviște, apărând scaunul lui Teodosie fiul lui Neagoe Basarab.:p. 29
Preda Craiovescu a avut un singur fiu cunoscut, Barbu Craiovescu III, ultimul descendent pe linie pur masculină a Craioveștilor.:p. 53
Pe timpul domniei lui Vlad Vintilă (din ramura Drăculeștilor a dinastiei Basarab), începând cu aprilie 1534 Barbu Craiovescu III ocupă dregătoria de mare ban. Mai este menționat fie ca „Jilski” (de la Jiu), fie ca „Craioveski” (de la Craiova) dar nu mai are aceeași poziție fruntașă în ierarhie ca cea a înaintașilor săi, locul său în Divan fiind după foștii și actualii mari vornici și mari logofeți.:pp 69-70
Vlad Vintilă este atras de o parte a boierimii într-o ambuscadă și este ucis pe malul Jiului în iunie 1535. „Odată cu el dispare nu știm în ce împrejurări și Barbu III Craiovescu ultimul vlăstar în linie bărăbătească, sigur dovedit, al neamului său”.:p. 70 Nu mai sunt cunoscute date certe despre el după 1535 și nici dacă a avut urmași. Totuși este foarte posibil ca el să fie acel „Barbu banul moșul nostru” menționat într-un hrisov din 1654 al lui Matei Basarab că ar fi făcut danii la Sadova și a pribegit la Țarigrad.:p. 29

## Controverse, neclarități și incertitudini
Puținele documente care s-au păstrat din prima jumătate a secolului XVI nu sunt foarte explicite și au dat naștere la diverse interpretări istoriografice a unora dintre aspectele cuprinse în ele. După cum arăta istoricul Ioan Constantin Filitti: „confuzia se explica prin repetarea în familie a acelorași nume de botez și prin grămădirea generațiilor într-o vreme când căsătoriile se făceau la vârste foarte tinere, când boierii ajungeau de foarte tineri la cele mai însemnate situații și tot de tineri cădeau adeseori la oaste.”:p. 24 Spre exemplu, într-o perioadă de numai patru decenii (1492-1535) sunt pomeniți trei Barbu Craiovescu și doi Pârvu Craiovescu, toți Mari Bani ai Craiovei.

### Barbu Craiovescu IIIvs.Barbu Neagoe(domnitor în Țara Românească)
Istoricul Constantin Rezachevici în lucrarea sa Cronologia critică a domnilor din Țara Româneasca și Moldova (secolele XIV-XVI)  include în lista domnilor Țării Românești un anume Barbu Neagoe care ar fi domnit pentru o perioadă foarte scurtă de mai puțin de două luni (după 24 februarie 1536 – înainte de 18 aprilie 1536).
Acesta ar fi fost tatăl unui pretendent domnesc „Nicolae Băsărabă, care se dădea fiul lui Barbu, el însuși fiu al lui Neagoe”.:p. 79 Nicolae-Basarab a făcut o oarecare vâlva la curțile europene în 1566 numindu-se pe sine în cererile sale de ajutor adresate suveranilor occidentali „Nicolaus Bassaraba, Haeres et Succesor legitimus Regni Transalpinae”.:p. 235
În 1566 Nicolae Basarab cerea împăratului Maximilian al II-lea să-i recunoască printr-o diplomă drepturile sale la stăpânirea Țării Românești și calitatea, dovedită „cu multe scrisori de mărturie”, de fiu și urmaș al „prea ilustrului Barbu Basarab (Barbuli Bassarabae), odinioară principe al Țării Românești, fiul prea ilustrului Neagoe Basarab (Nagorae Bassarabae) altă dată principe al aceleiași Țări Românești, domnie care în prezent este ocupată de Petru Voevod”. :p. 201
Lui Nicolae Basarab i se vor elibera astfel de diplome de papa, de împăratul Maximilian și de alți suverani. În cea eliberată de împăratul Maximilian al  II-lea era descris ca fiind „nobilului bărbat Nicolae Basarab […], fiul legitim și natural al lui Barbu Neagoe, principele de odinioară al Țării Românești. (nobilem virum Nicolaum Basarabam […] eum Barbuli Nagorae olim Principis Transalpinae filium legitimum et naturalem)”. Într-o altă diplomă era prezentat „Illustris Nicolaj Bassarabae, quondam Barbulj, Transalpinae Principis Filij”.:p. 200
Ioan C. Filitti opina cu precauție că „dacă nu e vorba de un simplu aventurier, titulatura ar indica pe un fiu al lui Barbu, nepot al lui Neagoe, ceea ce ar corespunde cu un fiu al lui Barbu III Craiovescu”. :p. 91
Constantin Rezachevici merge mai departe cu interpretarea considerând această filiație ca fiind una certă și, pornind de aici, deduce că presupusul tată al acestui pretendent, Barbu Neagoe sau Barbu Basarab a domnit la un moment dat în Țara Românească: „E greu de crezut că atâtea personalități europene: papa, împăratul romano-german, ducele Bavariei, conducerea Veneției, regele Spaniei și alții s-ar fi lăsat înșelați dacă Barbu, tatăl pretendentului de la 1565-1566 nu ar fi domnit efectiv. De vreme ce a domnit trebuie să fi fost principe al Țării Românești”. :p. 201
Trebuie spus că emiterea de astfel de diplome „adeveritoare de descendență” de către suveranii occidentali din acea perioadă nu era un caz singular. Imperiul Otoman sub conducerea lui Soliman Magnificul era la apogeul puterii sale după respingerea primului asediu al Vienei (la 1529), Habsburgii au preluat conducerea rezistenței antiotomane. În acest context, una dintre direcțiile de acțiune ale împăraților germani a fost aceea de a încerca să instaureze domni fideli lor în Țara Românească și Moldova.:pp 235-236
Pentru aceasta nu au ezitat de a confirma presupuse descendențe din casele domnitoare autohtone pentru indivizi dispuși să le servească interesele, cel mai cunoscut caz fiind cel al lui Iacob Heraclid care a domnit în Moldova sub numele de Despot Vodă. Astfel, în 1555, grecul Iacob Heraclid a fost primit de împăratul Carol al V-lea, care l-a investit cavaler și conte palatin, iar arborele său genealogic a fost legalizat de cancelaria aulică.:pp 151-158
De altfel, chiar presupusul Nicolae Basarab fusese adăpostit la curtea lui Despot Vodă în 1563, la recomandarea Habsburgilor, pentru a-i facilita ascensiunea pe tronul Țării Românești, ca o etapă a aceluiași plan de tutelare politică a întregului teritoriu extracarpatic.:p. 235
Pornind de certitudinea că pretențiile lui Nicolae Basarab erau îndreptățite, Constantin Rezachevici, deduce că presupusul tată al acestui pretendent, Barbu Neagoe sau Barbu Basarab a existat în realitate și a domnit la un moment dat în Țara Românească. El recunoaște că „nu se cunosc împrejurările în care Barbu Neagoe sau Barbu Basarab a domnit”, dar îl identifică cu un incert domn necunoscut ce ar fi domnit pentru o perioadă scurtă de circa două luni, în anul 1536, menționat într-una din scrierile lui Nicolaus Olahus.:p. 201 Mergând mai departe cu raționamentul îl identifică pe acest Barbu Neagoe în persoana boerului Barbu Craiovescu III, deși despre acesta nu se mai cunosc date de la 1535, deci cu un an înainte de presupusa domnie.
Astfel el afirmă că „după alungarea sa de către Radu Paisie, Barbu s-a refugiat la Poartă, el fiind instaurat, cum am văzut că mărturisea rivalul său lui Nicolaus Olahus de către trupele turcești”.:p. 57
Trebuie menționat însă faptul că afirmația că  boierul Barbu Craiovescu III ar fi fost în exil la Istanbul după 1535, se bazează tot pe extrapolarea relatărilor pretendentului Nicolae Basarab: „Starea sa nefericită, la care pretinsul fiu de domn adăuga și o poveste impresionantă despre avatarurile familiei sale, aflată în exil la Constantinopol, […] stârneau simpatia principilor și nobililor europeni”.:p. 236
Pe de altă parte, Ioan C. Filitti, în lucrarea sa Banatul Olteniei și Craioveștii prezintă cel puțin trei menționări documentare ale faptului că cel care a domnit în 1636, un anume „Drăghici al lui Danciu Gogoașă” a luat domnia prin impostură fapt pentru care a și fost omorât de turci. Astfel într-un hrisov din 1588 se spune că „Șerban banul a mers de a spânzurat pe Drăghici al lui Danciu Gogoașă la Țarigrad deoarece s-a fost ridicat să vină ca Domn”.:pp 72-73 Șerban era mare ban al Craiovei la 1636, fiind și unchiul prin alianță a lui Barbu Craiovescu III (era căsătorit cu Maria, fiica lui Radu Craiovescu), deci se poate presupune că l-ar fi recunoscut ușor pe Barbu dacă acesta s-ar fi prezentat ca domn, indiferent sub ce nume (Barbu Neagoe, Barbu Basarab, etc.).
Această idee (Barbu Craiovescu III domnind sub numele de Barbu Neagoe) se bazează în principal pe interpretarea relatărilor presupusului pretendent de domn Nicolae Basarab, care se poate să fi fost doar o „invenție” a curților occidentale, similară cu cea a lui Despot Vodă. Realitatea este însă că odată ajuns după lungi peregrinări la curtea împăratului Maximilian, în decembrie 1566, Nicolae Basarab nu primește susținerea pentru a deveni domn și din acest moment nu se mai cunosc date despre el. Contextul politic se schimbase, Soliman Magnificul tocmai murise și împăratul considera că „ceasul tentativelor de a ocupa țările române trecuse și împăratul începea să se gândească la noile negocieri de pace cu Imperiul otoman”.:p. 236